# Szénássy Árpád
Szénássy Árpád (Komárom, 1953. március 20. – 2005. december 4.) a szlovákiai magyar kulturális élet egyik mozgatórugója, könyv- és lapkiadó, történész, író.

## Élete
1972-ben érettségizett a komáromi gépipariban. Felsőfokú tanulmányokat folytatott a prágai Mezőgazdasági Egyetemen, ahol 1977-ben agrármérnöki oklevelet szerzett. Később Mosonmagyaróvárott doktorált.
1990-1995 között Komárom alpolgármestere. 1991-ben a Schola Comaromiensis Alapítvány elnöke lett. Közreműködött a Komáromi Városi Napok megszervezésében is.
1994-től a Magyar Filatéliai Tudományos Társaság tagja. A MABÉOSZ Szlovák és Cseh Szekciójának tagja, s közreműködött az Orbis Pictus szerkesztésében is.
A komáromi KT Könyv- és Lapkiadó alapítója, a Múltunk Emlékei havilap, a Honismereti Kiskönyvtár sorozat és a Kastélykrónika elindítója.
Írásait az Új Szó, a Szabad Földműves, az Élet és Tudomány, a Magyar Nemzet és a Magyar Építőművészet lapokban jelentette meg.
Nagybátyja Szénássy Zoltán gimnáziumi tanár volt. A komáromi katolikus temetőben nyugszik.

## Művei
- 1991 A Zichyek családi fészke Szentpéteren. Dunaj
- 1991 Az első komáromi napilap. Dunaj
- 1998 A népi élelmiszerelőállítástól az ipari feldolgozásig Komárom megyében 1945-ig
- A komáromi hírlapírás kétszáz éves története (1789-1989)
- A polgári építészet Feszty Gyula alkotásaiban
- A magyar filatelista hírlapirodalom (1882-1997)
- 2005 Felvidéki Árpád-kori templomok lexikona I. – A Nyitrai kerület. Révkomárom
- Felvidéki Árpád-kori templomok lexikona I. – A Nagyszombati és Pozsonyi kerület
- Templomok lexikona – Komárom és környéke
- 2008 Komárom, a Duna Gibraltárja (tsz. Szénássy Zoltán)
- Az 1848/49-es szabadságharc emlékhelyei. Komárom

## Elismerései
- 2004 A Magyar Kultúra Lovagja
- 2007 posztumusz Esterházy János Emlékplakett (Rákóczi Szövetség)
- Bogyarét díszpolgára, emléktábla

## Külső hivatkozások
- felvidek.ma
- ujszo.com
- csemadok.sk
- Hírmondó 2006. február
- Vasárnap[halott link]